# اسوانتون (مریلند)
اسوانتون (به انگلیسی: Swanton) شهری در ایالت مریلند کشور ایالات متحده آمریکا است که جمعیت آن در سرشماری سال ۲۰۱۰ میلادی، ۵۸ نفر بوده است.